# Halictus tectus
Halictus tectus är en biart som beskrevs av Radoszkowski 1875. Halictus tectus ingår i släktet bandbin, och familjen vägbin. Inga underarter finns listade i Catalogue of Life.